# Арсеньев, Юрий Васильевич
Юрий Васильевич Арсеньев (1857—1919) — офицер Российского императорского флота, участник русско-турецкой войны 1877—1878 годов; историк, учёный в области генеалогии и геральдики, один из основоположников отечественной вексиллологии; писатель, искусствовед, хранитель Оружейной палаты (1898—1918), основатель, профессор и почётный член Московского археологического института, читал первый в России курс по геральдике и генеалогии; действительный статский советник, камергер.

## Биография

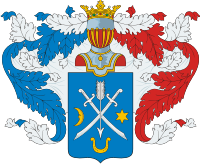
Герб рода Арсеньевых

Юрий Васильевич Арсеньев родился 3 (15) февраля 1857 года в Москве. Представитель дворянского рода Арсеньевых. Отец Юрия — действительный тайный советник Василий Сергеевич Арсеньев (1829—1915) был известным масоном, богословом, переводчиком; мать — княжна Наталья Юрьевна (1830—1902) — дочь Ю. А. Долгорукова, принадлежала к роду князей Долгоруковых, потомков князя Рюрика. Старший брат Сергей был дипломатом, генеральным консулом в Швеции, чрезвычайным посланником в Норвегии, одним из членов-учредителей Императорского Православного Палестинского Общества, младший брат Иоанн служил настоятелем Храма Христа Спасителя и протопресвитером, был духовным писателем.

### Ранние годы
По предложению своего дяди — начальника Николаевской морской академии адмирала Дмитрия Сергеевича Арсеньева, Юрий после окончания Первой московской гимназии поступил в Морское училище. В апреле 1874 года произведён в гардемарины. Служил на Балтийском флоте, в 1877 году был произведён в мичманы. Совершил несколько заграничных плаваний, в том числе на фрегате «Светлана» в Средиземное море сопровождал великого князя Константина Константиновича, отношения с которым сохранялись долгие годы, плавал в Северо-Американские Соединённые Штаты, где в 1877 году в Нью-Йорке был избран членом-корреспондентом Американского географического общества. Принимал участие в русско-турецкой войне 1877—1878 годов  офицером Дунайской флотилии. В 1878 году участвовал в боях при зимнем переходе через Балканы (позже опубликовал свои заметки о военных действиях на Дунае и на Балканах). Был награждён орденом Святого Станислава 3-й степени с мечами и бантом.
Был произведён в звание лейтенанта флота, проходил службу в Гвардейском экипаже. В 1883 году вышел в отставку.

### Краевед, историк, геральдист
В 1883 году Арсеньев поселился в родовом имении Новосильского уезда Тульской губернии. В 1884—1898 годах служил в местных губернских учреждениях. В этот период он с увлечением занимался краеведением, изучал архивы, опубликовал сотни документов по истории России XVII века, относящиеся к Тульскому краю. Также увлёкся изучением русско-китайских связей в XVII веке и личностью дипломата и учёного Николая Спафария, которому посвятил несколько статей и публикаций, напечатал его путевой дневник поездки в Китай. За эти исследования в феврале 1883 года Арсеньев получил серебряную медаль от Русского географического общества. С 1888 года Арсеньев был гласным Новосильского уездного земского собрания, в 1888 и 1890 годах избирался почётным мировым судьёй Новосильского уезда.
В конце 1890-х годов семья Арсеньевых переселилась в Москву, в 1896 году он начал хлопотать о месте вице-губернатора. Но, несмотря на протекцию великого князя Константина Константиновича, свободного места не нашлось. Арсеньев был назначен сначала хранителем, а 20 марта (1 апреля) 1898 года — первым директором Оружейной палаты в Московском Кремле. В этой должности он работал более 20 лет, вплоть до своей смерти. Обеспечивал сохранность уникальных сокровищ музея, занимался их изучением, исследованием истории Оружейной палаты в Московском дворцовом архиве. С 1902 года печатались его публикации о музее: обзоры экспонатов, очерки истории, статью об оружничем Г. Г. Пушкине. Арсеньев готовил материал к своей книге об Оружейной палате в XVII века. Вместе с историком В. К. Трутовским, в 1909 году издал путеводитель по музею, переизданный впоследствии ещё трижды (2-е изд., 1910; 3-е изд., 1911; 4-е изд., 1914).
Арсеньев принимал активное участие и был учредителем Московского археологического института, который открылся 31 августа (13 сентября) 1907 года. Кроме научно-исследовательской деятельности, институт был призван готовить археологов и архивистов. В 1907—1918 годах — профессор Московского археологического института, где читал первый в России курс по геральдике и с 1914 года — по генеалогии. Ю. В. Арсеньев был автором многих монографий по истории геральдики и знамёноведению. В 1910 году «за особые отличия» по должности в институте получил чин действительного статского советника, был камергером. В 1911 году стал членом Особого совещания при министерстве юстиции для выяснения вопроса о русском национальном цвете, опубликовал серию работ о русских знамёнах XVII века.
Арсеньев неоднократно назначался в различные российские и московские комиссии: в 1904 году был членом комиссий по осмотру и изучению памятников церковной старины Москвы и Московской епархии, в 1908 году — членом Комитета по устройству в Москве Музея Отечественной войны 1812 года, в 1910 году являлся членом Церковной комиссии по устройству чествования исторических событий 1612, 1613, 1812 и 1861 годов, а также многих научных обществ и губернских учёных комиссий. В 1910 году был назначен членом Особого совещания для выяснения вопроса о русских национальных цветах, где отстаивал идею о том, что таковыми являются чёрный, жёлтый и белый цвета. В 1910 г. сопровождал экспонаты Оружейной палаты на выставку мусульманского искусства в Мюнхене.
С 1918 года входил в Комиссию по охране памятников искусства и старины Моссовета.
Проживал с семьёй на территории Московского Кремля, после переезда большевистского правительства в Кремль жил на одной лестничной клетке с Л. Д. Троцким. В октябре 1918 года Арсеньев случайно попал на одну киноплёнку с В. И. Лениным, позировавшим для оператора в кремлёвском дворе.
Скончался 4 февраля 1919 года (обстоятельства смерти неизвестны) в Москве, был похоронен на кладбище Донского монастыря в семейном склепе. Могила впоследствии была уничтожена.

## Общественно-научная деятельность
Активно участвовал в различных обществах и комиссиях:
- Член комиссии при Московском археологическом обществе (1899).
- Член Общества истории и древностей российских (1901), Тульского историко-археологического общества (1901), Русского генеалогического общества (1901), Военно-исторического общества (1901).
- Член архивных комиссий: Ярославской (1901), Оренбургской (1902), Витебской (1907), Смоленской (1910), Тульской (1913).
- Член-учредитель Историко-родословного общества в Москве.

## Награды
За время военной и гражданской службы Ю. В. Арсеньев был награждён многими орденами и медалями Российской империи и иностранных государств.
Награды Российской империи:
- Орден Святого Владимира 4-й степени;
- Орден Святой Анны 2-й степени;
- Орден Святого Станислава 2-й степени;
- Орден Святого Станислава 3-й степени с мечами и бантом;
- Медаль «В память русско-турецкой войны 1877—1878»;
- Медаль «В память коронации императора Александра III»;
- Медаль «В память царствования императора Александра III»;
- Медаль «В память 100-летия Отечественной войны 1812»;
- Медаль «В память 300-летия царствования дома Романовых».

Иностранные награды:
- Орден Белого Орла 4-й степени (Сербия);
- Орден князя Даниила I 2-й степени (Черногория);
- Крест «За переход через Дунай» (Румыния);
- Орден Золотой Звезды 2-й степени (Бухарский эмират).

## Семья
В 1882 году женился на Ольге Львовне Волковой (25.06.1861—12. 05.1940), дочери княжны Марии Михайловны (в девичестве Голицына) и Льва Николаевича Волкова, близкого друга писателя Л. Н. Толстого.
Старший сын Лев (22.02.1890—28.12.1970) — вольноопределяющимся участвовал в Первой мировой войне, в 1914 году был произведён в офицеры. В звании капитана был заведующим хозяйством запасной батареи лейб-гвардии конной артиллерии. Служил в Вооружённых Силах Юга России, затем в 1922 году эмигрировал в Югославию. Служил в Русском Корпусе. Умер 26 декабря 1970 года в Аргентине.
Младший сын Михаил (1894—1937) работал бухгалтером, в 1920-х годах выслан в Балахну, дважды арестовывался — в 1928 году и 28 апреля 1935 года, был осуждён на пять лет ссылки. Расстрелян 26 октября 1937 года.
Дочь Александра умерла в лагере в 1941 году.
Дочь Наталья (18.11.1882—30.11.1882)
Дочь Мария (1883—09.09.1897)

## Публикации
Арсеньев являлся автором ряда книг и статей по российской истории и краеведению. Иногда печатался под псевдонимами: Новосилец; Новосильский дворянин; Ю. А..
Книги и статьи по истории и краеведению:
- Арсеньев Ю. В. О происхождении «Сказания о великой реке Амуре». — СПб.: Тип. В. Безобразова и К°, 1883. — 10 с.
- Арсеньев Ю. В., Троицкий Н. И. Святые храмы города Тулы : Ист.-стат. описание. — Тула: Тул. губ. стат. ком., 1888. — 22 с.
- Арсеньев Ю. В. Тульская старина. Сборник древних актов по истории Тульского края в XVII веке — Тула: Тип. Губернского Правления, 1899.— 380 с.
- Арсеньев Ю. В. Новые данные о службе Николая Скафария в России (1671—1708). — М.: Имп. о-во истории и древностей российских, 1900. — 63 с.
- Арсеньев Ю. В. Ближний боярин князь Никита Иванович Одоевской и его переписка с Галицкою вотчиной (1650—1684). — М.: Имп. О-во истории и древностей рос. при Моск. ун-те, 1902. — 129 с.
- Арсеньев Ю. В. К истории древностей Оружейной палаты. — М.: Унив. тип., 1902. — 7 с.
- Арсеньев Ю. В. Оружейный приказ при царе Михаиле Фёдоровиче: Материалы, извлечённые из архива Оружейной палаты. — СПб.: тип. А. П. Лопухина, 1903. — 29 с.
- Арсеньев Ю. В. К истории Оружейного приказа в XVII веке. — СПб.: тип. П. П. Сойкина, 1904. — 68 с.
- Арсеньев Ю. В., Трутовский В. К. Оружейная палата : Путеводитель. — М.: тип. О-ва распространения полез. кн., преемник В.И. Воронов, 1909. — 296 с.
- Арсеньев Ю. В. Дневник моряка на Дунае и в сухопутном походе на Балканы. 1877—1878 гг. — М.: «Братская помощь» № 4 — С. 107—109, 1910.
- Арсеньев Ю. В. Описание Москвы и Московского государства: По неизданному списку космографии конца XVII века. — М., 1911. — 17 с.
- Арсеньев Ю. В. Новые данные о роде Масловых. — М.: т-во «Печатня С. П. Яковлева», 1912. — 27 с.
- Арсеньев Ю. В. Дедилов и его уезд в военном отношении по неизданным актам XVII века. — Киев, 1913.
- Арсеньев Ю. В. Дедиловские отказные книги XVII века (1664—1702). — Тула: тип. Е. И. Дружининой, 1915. — 96 с.

Ю. В. Арсеньев являлся автором ряда статей об истории геральдики, о флагах, знамёнах и т. п., сформулировал культурологическую концепцию понимания геральдики, разработал методику источниковедческого и сравнительного анализа знамён.
Книги и статьи о геральдике:
- Арсеньев Ю. В. Геральдика: лекции, читанныя в Московском археологическом институте в 1907/8 г.. — М.: Московский археологический ин-т, 1908. — 298 с.
- Арсеньев Ю. В. О геральдических знамёнах в связи с вопросом о государственных цветах древней России. — СПб., 1911. — 17 с.
- Арсеньев Ю. В. О знамёнах с геральдическими изображениями в русском войске XVII-го века. — Смоленск: Губ. тип., 1911. — 12 с.
- Арсеньев Ю. В. К вопросу о белом цвете царскаго знамени, существовавшаго на Руси до начала XVIII века. — СПб.: Сенатская тип., 1911. — 2 с.
- Арсеньев Ю. В. Несколько дополнительных замечаний по вопросу о морских национальных флагах. — СПб.: Сенатская тип., 1911. — 13 с.
- Арсеньев Ю. В. О геральдических знамёнах в связи с вопросом государственных цветах древней России. — СПб.: Сенатская тип., 1911. — 41 с.